# Patrick Wymark
Patrick Wymark, né le 11 juillet 1926 à Cleethorpes (Lincolnshire) et décédé d'un infarctus du myocarde le 20 octobre 1970 à Melbourne (Australie), était un acteur britannique.
Il a joué dans des films comme : Children of the Damned, Repulsion, Opération Crossbow, The Secret of Blood Island, Le Grand Inquisiteur, Battle of Britain, Quand les aigles attaquent, La Nuit des maléfices et Cromwell.
À la télévision, on se souvient de lui pour le rôle de John Wilder dans la série The Plane Makers/The Power Game.
C'est le père de l'actrice Jane Wymark.

## Filmographie

### Au cinéma
- 1960 : Hold-up à Londres (The League of Gentlemen) de Basil Dearden : Wylie
- 1960 : Les Criminels (The Criminal) de Joseph Losey : Sol
- 1963 : West 11 de Michael Winner : père Hogan
- 1963 : Dr Syn Alias the Scarecrow de James Neilson
- 1964 : Les Enfants des damnés (Children of the Damned) de Anton Leader : Commander
- 1964 : La Vie extraordinaire de Winston Churchill (The Finest Hours) documentaire de Peter Baylis
- 1964 : Le Secret de l'île sanglante (en) (The Secret of Blood Island) de Quentin Lawrence : Major Jocomo
- 1965 : Opération Crossbow (Operation Crossbow) de Michael Anderson : Winston Churchill
- 1965 : Répulsion (Repulsion) de Roman Polanski : Le propriétaire
- 1965 : Le Crâne maléfique (The Skull) de Freddie Francis : Anthony Marko
- 1966 : Poupées de cendre (The Psychopath) de Freddie Francis
- 1967 : Sept fois femme (The League of Gentlemen) - sketch 5 - Ève (At The Opera) de Vittorio de Sica : Henri
- 1968 : Le Grand Inquisiteur (Witchfinder General) de Michael Reeves : Cromwell
- 1968 : Quand les aigles attaquent (Where Eagles Dare) de Brian G. Hutton : Colonel Wyatt Turner
- 1969 : Danger, planète inconnue (Doppelgänger) de Robert Parrish : Jason Webb
- 1969 : La Bataille d'Angleterre (Battle of Britain) de Guy Hamilton : Air Vice Marshal Trafford Leigh-Mallory
- 1970 : Cromwell de Ken Hughes : Le comte de Strafford
- 1970 : La Nuit des maléfices (The Blood on Satan's Claw) de Piers Haggard : Le juge

### À la télévision
- 1960 : série Destination Danger (Danger Man) - épisode 10, saison 1 - Une affaire d'état (An Affair of State) : Ortiz
- 1961-1962 : série Le Corsaire De La Reine (Sir Francis Drake) - épisode 8, saison 1 - La Garnison (The Garrison) : Captain Williams
- 1963 - 1965 : série The Plan Makers : John Wilder
- 1965 : série Sherlock Holmes - épisode 4, saison 1 - Les Hêtres rouges (The Copper Beeches) : Jephro Rucastle
- 1965 : série Les Champions (The Champions) - épisode 6 - Opération Antarctique (Operation Deep Freeze) : Général Gomez
- 1965 - 1969 : série The Power Game : Sir John Wilder, envoyé spécial